# Limfoma de Burkitt

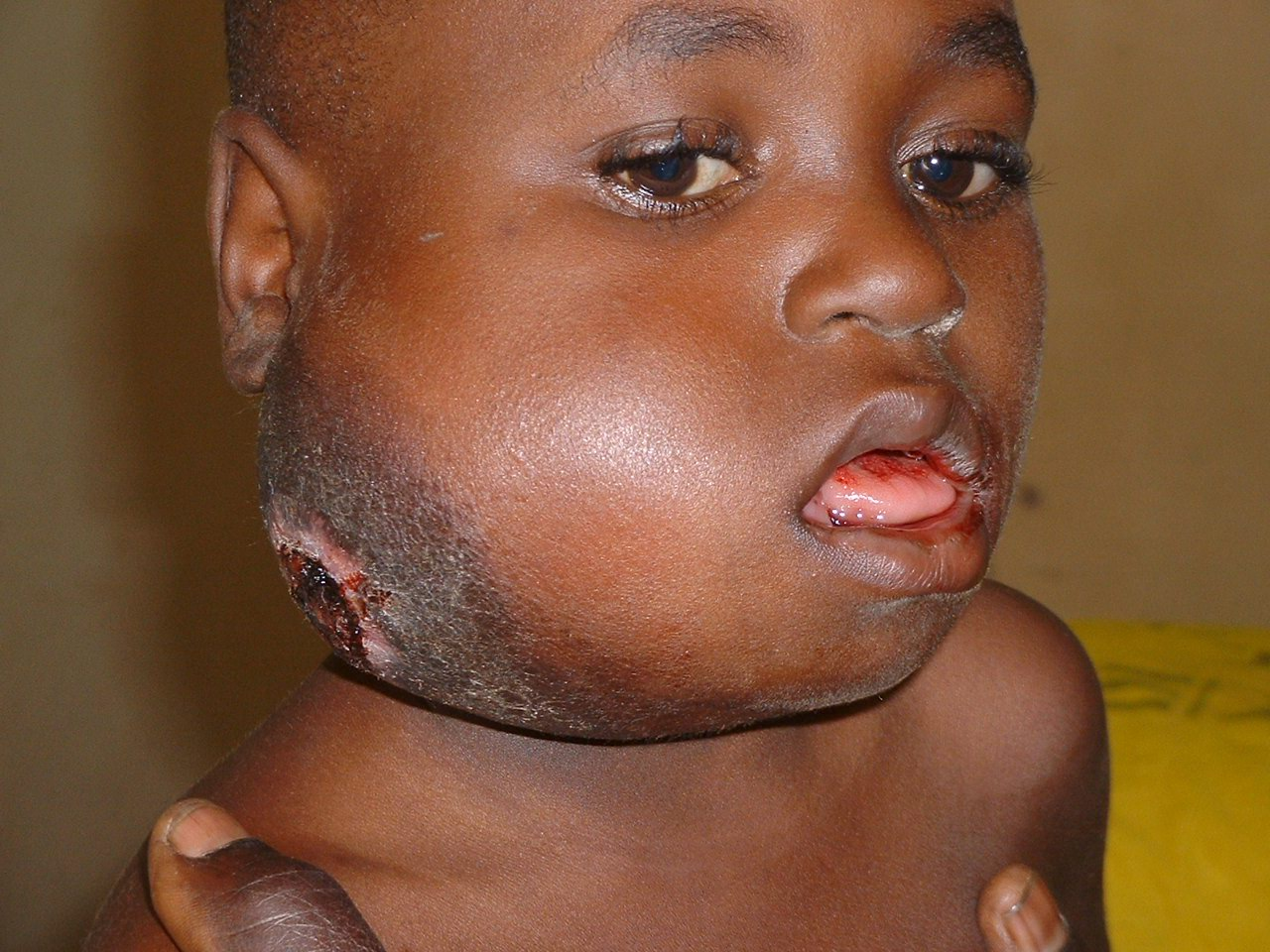
Nen nigerià de set anys amb un cas sever de mesos d'evolució de tumefacció de la mandíbula que havia estat tractada amb antibiòtics. El tumor presentava ulceracions i era supuratiu

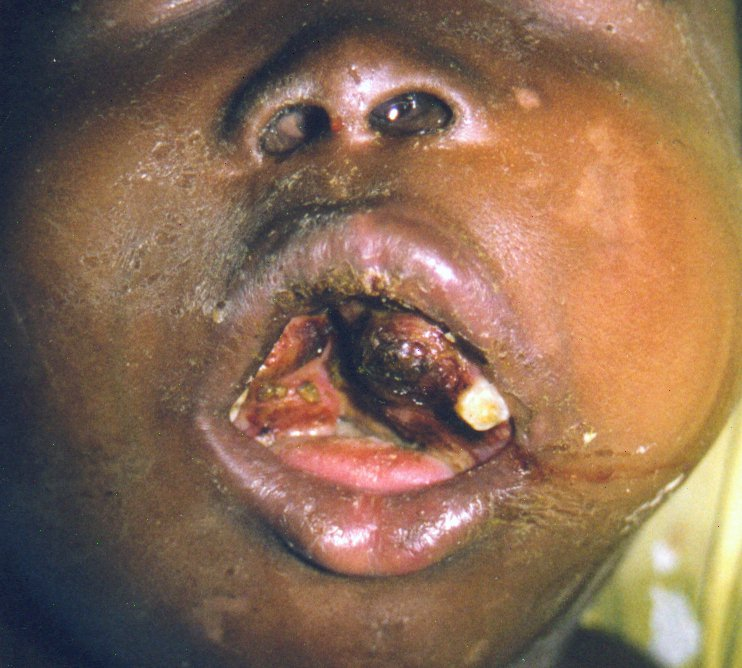
Fotografia d'una boca d'un pacient amb limfoma de Burkitt que mostra disrupció de les dents i obstrucció parcial de la via aèria.

El limfoma de Burkitt  (o tumor de Burkitt) és un càncer del sistema limfàtic, concretament dels limfòcits B del centre germinal. Té un inici brusc i és la forma més agressiva de limfoma, amb un temps de duplicació tumoral in vivo de 12-24 hores. És més freqüent en infants que en adults. El seu nom es deu a Denis Parsons Burkitt, un cirurgià que va ser el primer a descriure la malaltia el 1958 mentre treballava a l'Àfrica equatorial.

## Classificació
El limfoma de Burkitt es pot dividir en tres variants clíniques: l'endèmic, l'esporàdic i l'associada a immunodeficiències
- La variant endèmica (també anomenada "variant africana") succeeix més freqüentment en els nens que viuen a les regions endèmiques de malària (p. ex., Àfrica equatorial, Brasil i Papua Nova Guinea). La infecció pel virus de l'Epstein-Barr (VEB) és present en gairebé tots els pacients. Es creu que la malària redueix la resistència al VEB. Freqüentment afecta a la mandíbula i altres ossos facials, ili distal, cec, ovaris, ronyons o mama.

- El tipus esporàdic del limfoma de Burkitt (també conegut com a "no-africà") és la variant més comuna en llocs on la malària no és endèmica. En canvi, el tipus esporàdic rarament s'associa al virus de l'Epstein-Barr (VEB).[4] La localització més freqüent és la regió ileocecal. En canvi, en comparació amb la variant endèmica, la mandíbula no es veu afectada.

- El limfoma de Burkitt associat a immunodeficiència està relacionat amb la infecció del VIH o amb el tractament amb fàrmacs immunosupressors després d'un trasplantament.[5] El limfoma de Burkitt pot ser una de les manifestacions inicials de la SIDA.

Mitjançant l'observació microscòpica i l'immunofenotip és pràcticament impossible de diferenciar aquestes 3 variants clíniques. Tot i així, el limfoma de Burkitt associat a immunodeficiència pot tenir un major component plasmàtic o major polimorfisme, encara que aquestes no siguin característiques específiques.

## Diagnòstic

### Característiques de la cèl·lula maligna B
Les cèl·lules B normals del centre germinal posseeixen un rearranjament dels gens de les cadenes lleugeres i pesades de les immunoglobulines. Cada cèl·lula conté un ordenament del gen IgH únic respecte a les altres. Com que el limfoma de Burkitt i altres limfomes B són processos proliferatius clonals, totes les cèl·lules tumorals del pacient tindran un gen IgH idèntic. En l'anàlisi de l'ADN mitjançant electroforesi de les cèl·lules tumorals, es pot demostrar l'existència d'una banda clonal. En canvi, quan s'analitza un nòdul limfàtic normal o reactiu amb la mateixa tècnica, es veurà més d'una banda. Tot i així, de vegades pot ser difícil de distingir alguns processos benignes (com ara una mononucleosi infecciosa) de limfomes malignes.

### Histologia
El limfoma de Burkitt microscòpicament consisteix en una població monòtona de capes cel·lulars de mida mitjana (semblant a la mida dels histiòcits o cèl·lules endotelials) amb alta activitat proliferativa i apoptòtica. L'aspecte "en cel estrellat" és a causa de les inclusions escampades dels macròfags, formades a partir de la digestió de components cel·lulars morts. Les cèl·lules tumorals tenen poca quantitat de citoplasma basòfil amb tres o quatre nuclèols petits. Els contorns cel·lulars tenen una aparença de ser quadrilàters.

### Immunohistoquímica
Les cèl·lules del limfoma de Burkitt expressen els marcadors de diferenciació B (CD20, CD22, CD19), així com CD10 i Bcl6. En canvi, no expressen els marcadors Bcl2 i TdT. L'alta activitat mitòtica es confirma en gairebé el 100% de les cèl·lules tenyides positivament per Ki67.

### Genètica
Tots els tipus de limfoma de Burkitt presenten translocacions cromosòmiques del gen c-myc. Aquest gen es troba al cromosoma 8q24.
- La variant més comuna és t(8;14)(q24;q32), present en aproximadament un 85% de casos.[8] Això implica c-myc i IGH@. Una variant d'aquest, la translocació triple t(8;14;18), també ha estat identificada.[9]

- Una variant rara és a t(2;8)(p12;q24),[10] que implica els gens IGK@ i c-myc.

- Una altra variant rara és t(8;22)(q24;q11),[10] que implica els gens IGL@ i c-myc.

Les dues translocacions menys comunes combinades, t(2;8)(p12;q24) i t(8;22)(q24;q11), representen el 15% restant dels casos.

## Tractament
El tractament consisteix en rituximab (anti-CD20) combinat amb quimioteràpia.
A més, cal realitzar punció lumbar i profilaxi d'infiltració meníngia, ja que pot infiltrar al sistema nerviós central.
Els efectes de la quimioteràpia, com en tots els càncers, depèn del moment del diagnòstic. Els tumors amb creixement ràpid, com és el cas del Burkitt, solen respondre més ràpidament a la quimioteràpia. Aquesta resposta ràpida pot ser perillosa per al pacient si es produeix la síndrome de lisi tumoral. Cal un bon monitoratge i hidratar bé al pacient durant el tractament.
Altres tractaments pel limfoma de Burkitt són la immunoteràpia, el trasplantament de progenitors hematopoètics (TPH), cirurgia per treure el tumor i radioteràpia.

## Pronòstic
El tractament amb rituximab i quimioteràpia ajustat a la dosi ha mostrat una supervivència als 8 anys del 91% per individus de baix risc, del 90% pels de risc baix-intermedi, del 67% pels de risc intermedi-alt, i del 31% pels d'alt risc.